# Hełmówka żółtobrązowa
Hełmówka żółtobrązowa (Galerina gibbosa J. Favre) – gatunek grzybów należący do rodziny podziemniczkowatych (Hymenogastraceae).

## Systematyka i nazewnictwo
Pozycja w klasyfikacji według Index Fungorum: Galerina, Hymenogastraceae, Agaricales, Agaricomycetidae, Agaricomycetes, Agaricomycotina, Basidiomycota, Fungi.
Po raz pierwszy opisał go w 1936 roku Jules Favre na ziemi we Francji. Polską nazwę nadał Władysław Wojewoda w 2003 r.

## Morfologia
Kapelusz
O średnicy do 16 mm, ale zwykle mniej. Kształt początkowo stożkowato-dzwonkowaty, następnie płaski z równym brzegiem i zazwyczaj z ostrym garbkiemgarbkiem. Jest higrofaniczny, w stanie wilgotnym półprzezroczyście prążkowany aż do garbka i na całej powierzchni miodowy lub blado miodowy, w stanie suchym jaśniejszy i nieprzezroczysty, wyblakły, gładki.
Blaszki
13–20 blaszek pełnych, między nimi 1–3 rzędy blaszeczek, gęste, raczej cienkie, zazwyczaj bardzo szerokie i trójkątne, przyrośnięte i zbiegające ząbkiem, rzadko lekko wystające, początkowo tego samego koloru co kapelusz, ale z czasem nieco bardziej ochrowe.
Trzon
Wysokość do 70 mm, grubość do 3 mm, lekko powyginany, pusty, cylindryczny lub bardzo stopniowo zwężający się ku wierzchołkowi. Powierzchnia blada, u młodych okazów z cienkimi resztkami osłony w pewnej odległości od wierzchołka, włóknisto-oprószona na wierzchołku, po zaniku resztek osłony naga na całej powierzchni.
Miąższ
W kapeluszu z bardzo mięsistym środkiem i cienkim brzegiem, o silnym mącznym zapachu i smaku.
Cechy mikroskopowe
Bazydiospory 9–12 × 4.5–6 μm, w widoku z przodu eliptyczne, w widoku z boku nierównoboczne, gładkie. Podstawki 27– 34 × 8–10 μm, 4-zarodnikowe. Pleurocystyd brak. Cheilocystydy o długości 40–85 μm, cienkościenne, bardzo słabo zróżnicowane, cylindryczne do wygiętych, o wierzchołkach tępych lub główkowatych, rzadko poszerzone od dołu. Trama blaszek jednorodna. Sprzążki obecne.

## Występowanie i siedlisko
Podano występowanie w Europie, azjatyckich terenach Federacji Rosyjskiej i w Ameryce Północnej. Na torfowiskach w Alpach i Skandynawii występuje w dużych skupiskach. W piśmiennictwie naukowym na terenie Polski do 2003 r. podano dwa stanowiska, w późniejszych latach podano wiele następnych.
Saprotrof występujący na torfowiskach wśród mchów.